# ホウズキ
ホウズキ（学名：Hozukius emblemarius）とは、カサゴ目フサカサゴ科（あるいはメバル科）ホウズキ属に分類される魚の一種。メバル科に分類されることもある。
体色は全体的に鮮やかな赤色をしており、背鰭に鋭い棘が12本並んでいる。体長は成魚でおよそ45cmほどになる。日本の岩手県以南から九州にかけての太平洋側の深海に分布する。食用になる。
アコウダイにとてもよく似ていることから、しばしばアコウダイと間違えられるが、アコウダイは同じフサカサゴ科ではあるがメバル属であり、ホウズキとはあくまで別種である。背鰭の棘の数（13本あるのはアコウダイ。ただしホウズキもまれに13本ある固体がある）と尾鰭後部の形状（中央で括れているとアコウダイ）などで判別することができる。